# Florilegus condignus
Florilegus condignus är en biart som först beskrevs av Cresson 1878.  Florilegus condignus ingår i släktet Florilegus och familjen långtungebin. Inga underarter finns listade i Catalogue of Life.

## Bildgalleri

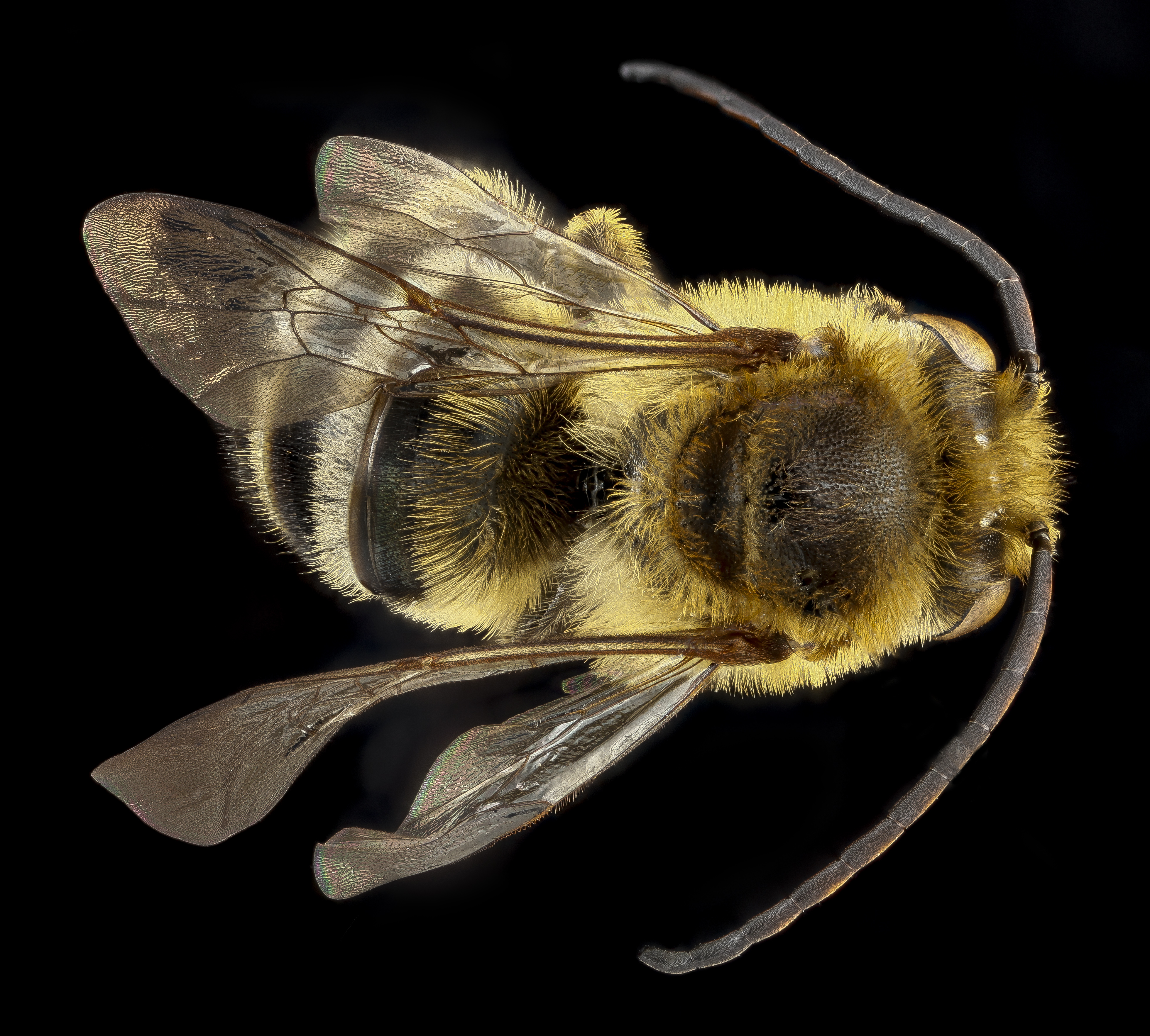
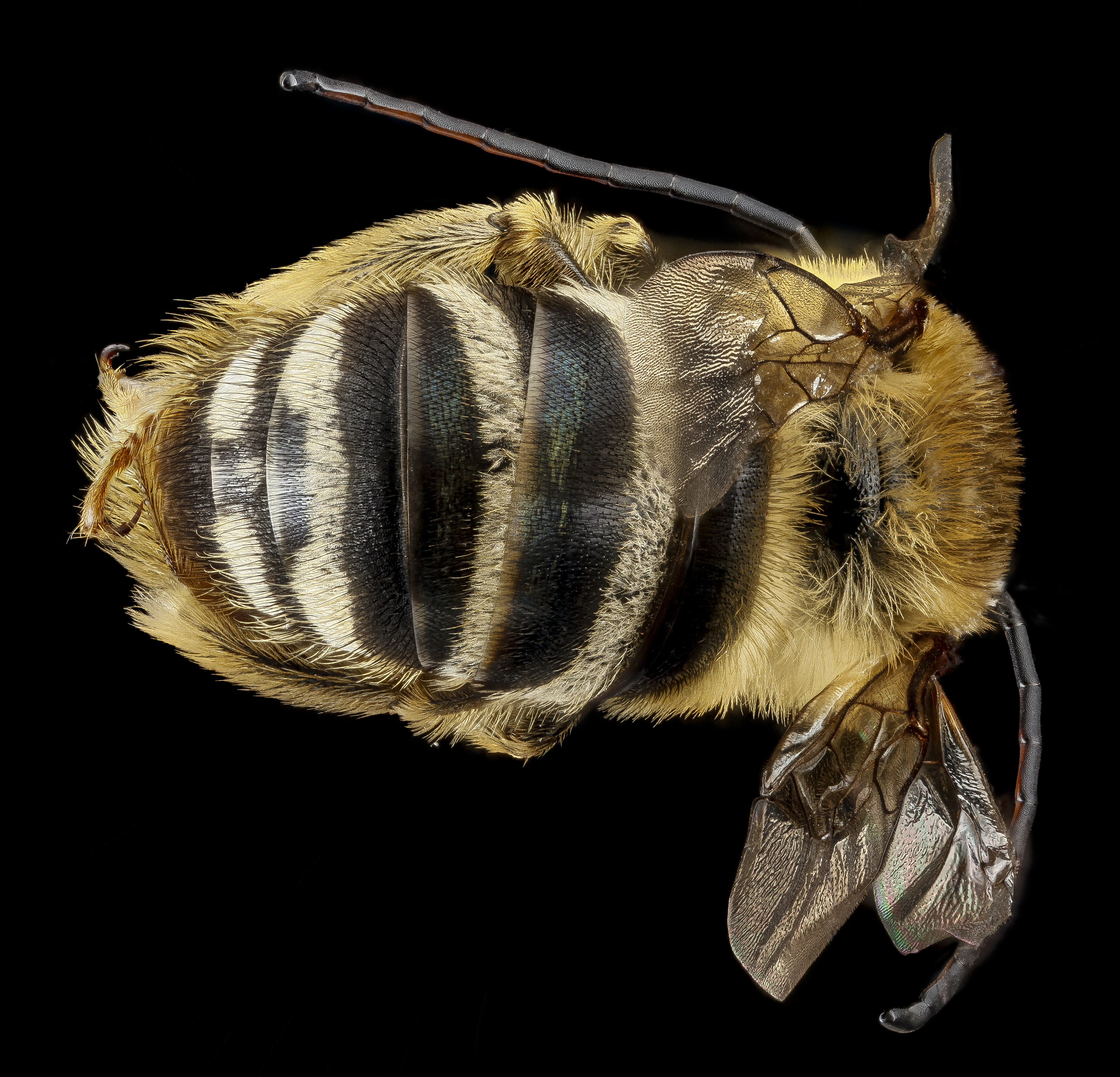
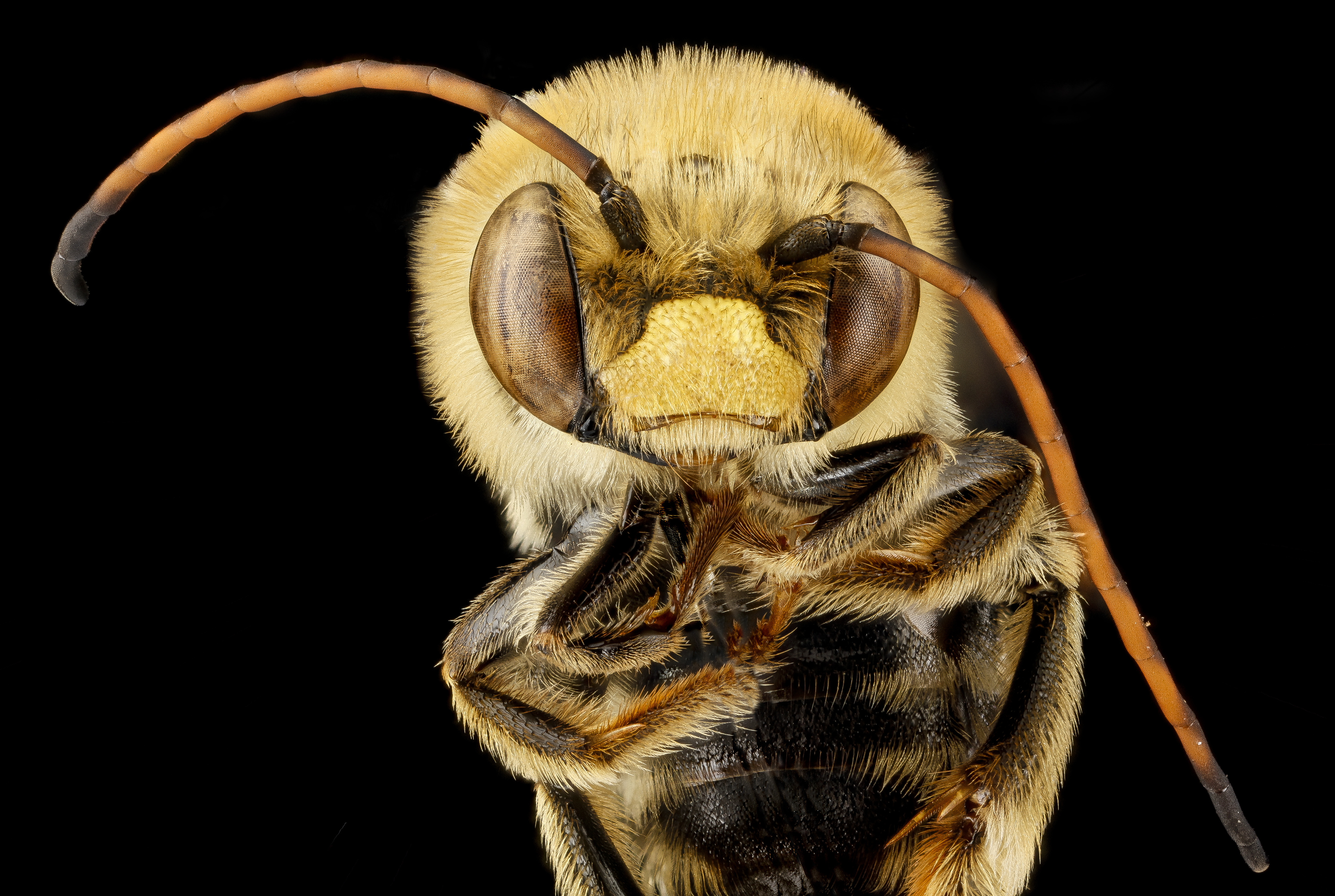
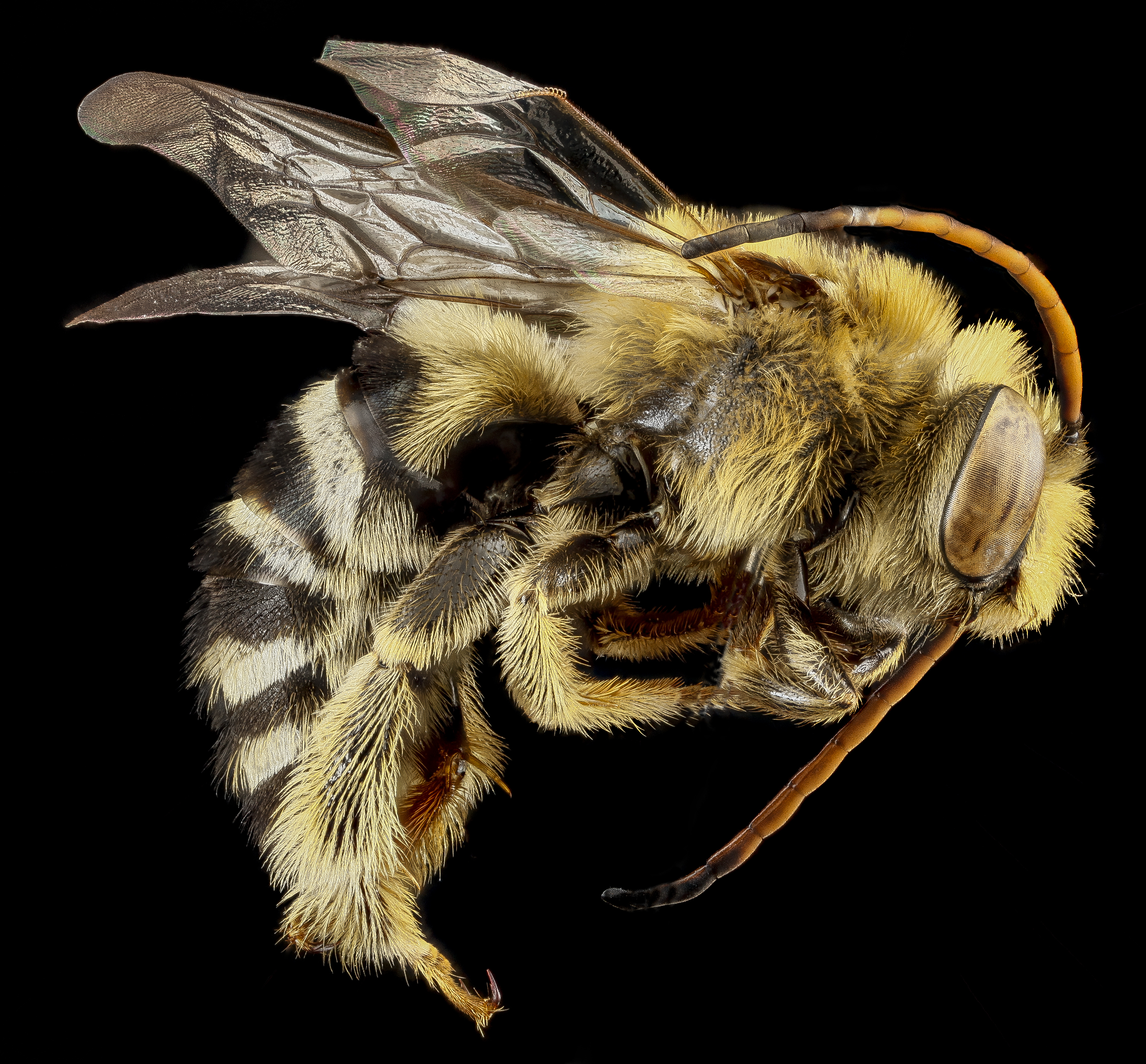